# Preobraženje
Preobraženje es un pueblo ubicado en el territorio de Vranje, en el distrito de Pčinja, Serbia.

## Superficie
Posee una superficie de 6,003 kilómetros cuadrados.

## Demografía
Hasta 2011 la población era de 40 habitantes, con una densidad de población de 6,663 habitantes por kilómetro cuadrado.